# Henry Diotte
Pour les articles homonymes, voir Diotte.
Henry Diotte est un fermier et un homme politique canadien.

## Biographie
Henry Diotte est né le 30 novembre 1874 à Carleton-sur-Mer, au Québec. Son père est John N. Diotte et sa mère est Orele Bigold. Il épouse Marian LeClair le 21 mai 1898.
Il est député du Restigouche à l'Assemblée législative du Nouveau-Brunswick de 1920 à 1935 en tant que conservateur. Il est aussi conseiller municipal du comté de 1912 à 1920.